# Tonikaparallele
Die Tonikaparallele ist die Paralleltonart der Tonika. In der Regel ist die Paralleltonart Moll, wenn die Tonika Dur ist und umgekehrt. Es gibt aber auch Sonderfälle, in denen die Moll-Tonika-Parallele auch Moll ist, beziehungsweise die Dur-Tonika-Parallele auch Dur ist.

## Alle Formen
| Zeichen | Erklärung                                | Erläuterung |
| ------- | ---------------------------------------- | --- |
| Tp      | Moll-Parallele einer Dur-Tonika          | Diese Parallele ist eine kleine Terz unter der Tonika zu finden                                                          |
| TP      | Verdurte Moll-Parallele einer Dur-Tonika | Diese Parallele ist eine kleine Terz unter der Tonika zu finden, jedoch nicht wie üblich als Moll-Tonart, sondern in Dur |
| tP      | Dur-Parallele einer Moll-Tonika          | Diese Parallele ist eine kleine Terz über der Tonika zu finden                                                           |
| tp      | Moll-Parallele einer Moll-Tonika         | Diese Parallele ist eine kleine Terz über der Tonika zu finden, jedoch nicht wie üblich in Dur, sondern in Moll          |

Die kleinen Buchstaben stehen, wie in der Harmonielehre üblich, für Moll-Tonarten, die großen für Dur-Tonarten. Grundsätzlich ist die Moll-Parallele immer eine kleine Terz unter der Dur-Tonart und die Dur-Parallele eine kleine Terz über der Moll-Tonart. Eine ver-dur-te Moll-Tonart ist diejenige Tonart mit demselben Namen, jedoch dem jeweils anderen Tongeschlecht: beispielsweise c-Moll → C-Dur.

## Beispiele

### Tonika: A-Dur
- Tp: kleine Terz abwärts und in Moll → fis-Moll
- TP: kleine Terz abwärts und in Dur → Fis-Dur
- tP / tp existieren nicht, da die Tonika Dur ist.

### Tonika: d-Moll
- Tp / TP existieren nicht, da die Tonika Moll ist.
- tP: kleine Terz aufwärts und in Dur → F-Dur
- tp: kleine Terz aufwärts und in:
– Moll → f-Moll
– Dur (bei f-moll) → As-Dur

## Verwendungen
Es bietet sich an, die Tonikaparallele zur Ausgestaltung der klassischen Kadenz zu benutzen. Ferner wird die Tonikaparallele innerhalb einer Durtonart gern verwendet, um einen Trugschluss zu erzeugen, das heißt, die Erwartungshaltung auf die Tonika zu enttäuschen.